# Boreocelis urodasyoides
Boreocelis urodasyoides är en plattmaskart som beskrevs av Ax 1963. Boreocelis urodasyoides ingår i släktet Boreocelis och familjen Monocelididae. Inga underarter finns listade i Catalogue of Life.